# جنوب ألمانيا

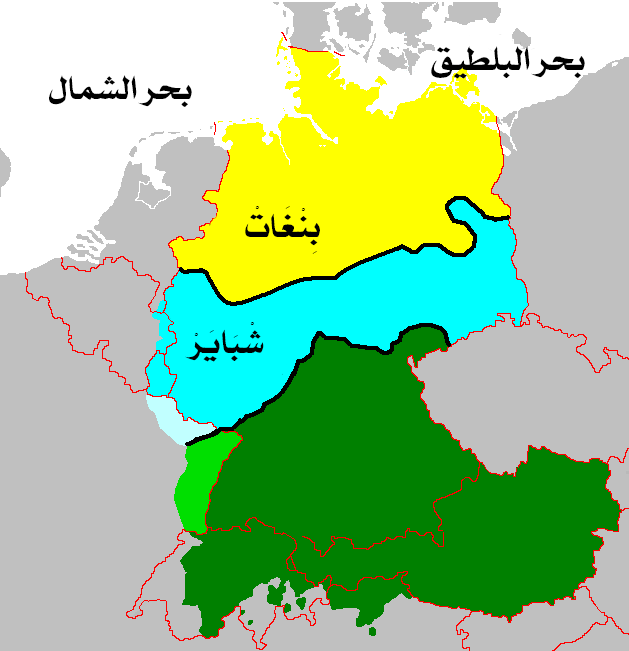
جنوب ألمانيا

يتم استخدام : (Süddeutschland بالألمانية) لوصف المناطق الواقعى جنوب ألمانيا . لا توجد حدود واضحة للمنطقة، لكنه عادة ما يتضمن كل من بافاريا وبادن فورتمبيرغ،والجزء الجنوبي من ولاية هيسن.بالإضافة إلى سارلاند و راينلاند بالاتينات تشمل في كثير من الأحيان.

## الكثافة السكانية
تعتبر كل من بافاريا و بادن فورتمبيرغ من أكثر الولايات اكتظاظا بالسكان، وألمانيا بادن فورتمبيرغ وبافاريا،يصل عدد سكانها مجتمعين إلى 23،5 مليون نسمة. وبتوسيع الرقعة لتشمل راينلاند وسارلاند، فإن جنوب ألمانيا ويشمل ما يقرب من 30 مليون نسمة. وهذا، حوالي 40 ٪ من سكان الولايات الألمانية وتقريبا 30 ٪ من جميع الناطقين باللغة الألمانية يعيشون هناك. النسبة العظمى من السكان كاثوليك مع وجود كثافة فيالبروتستانتية شمال فورتمبيرغ وشمال بافاريا وتبلغ نسبة المسلمين بين 2-3 % وهم في الأغلب من الأتراك

## أعلام
- ماريان دورا